# Lac Yamanaka
Pour les articles homonymes, voir Yamanaka.
Le lac Yamanaka (山中湖, Yamanakako, littéralement « lac au milieu des montagnes ») est le plus oriental et le plus grand des Fujigoko, les cinq lacs bordant le mont Fuji. Avec une altitude de 982 mètres, c'est également le troisième lac le plus élevé du Japon.

## Faune et flore
C’est ici qu’on a trouvé en 1956 le marimo, algue d’eau douce sphérique, que l’on croyait ne pouvoir trouver que dans les régions froides. On l’a baptisé « marimo de Fuji » et c’est une espèce de la préfecture de Yamanashi. Sur les rives du lac, on trouve un grand nombre de restaurants, de boutiques et de musées. Beaucoup de variétés de fleurs s’épanouissent dans un grand parc floral (le Hana no Miyako Kōen) à 700 mètres du lac.

## Plaisance
Célèbre pour la pratique des sports d’été, il attire de nombreux jeunes qui viennent faire de la navigation de plaisance, de la voile et du tennis. Un grand nombre de clubs scolaires trouvent la région idéale pour l’entraînement à cause de ses nombreuses installations.
L'hiver, on y pêche le wakasagi, ou éperlan d’eau douce.

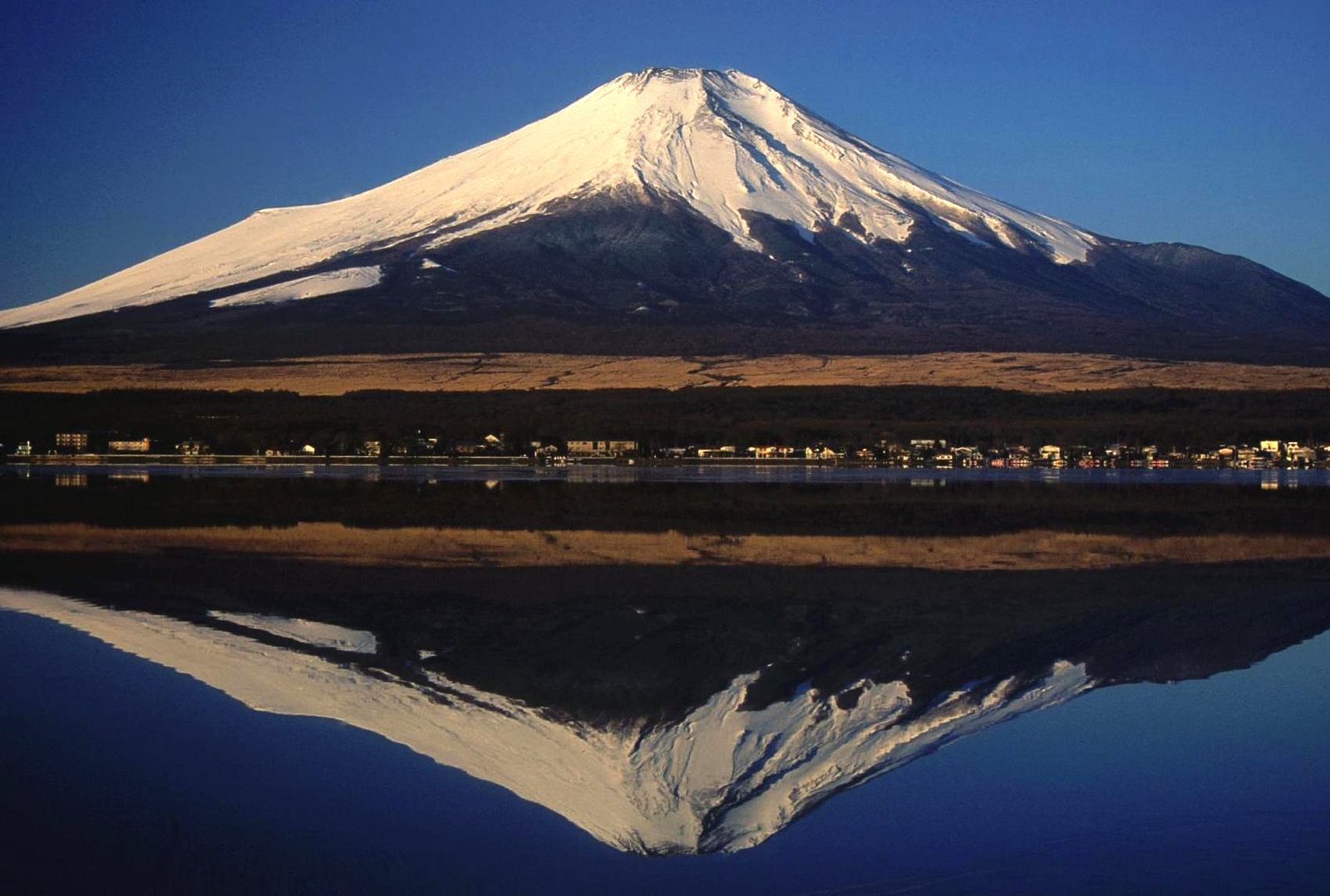
Le mont Fuji se reflétant dans les eaux du lac Yamanaka.

## Dans la culture
Le compositeur Olivier Messiaen en a fait une évocation musicale dans le deuxième de ses Sept haïkaï.